# 連弾

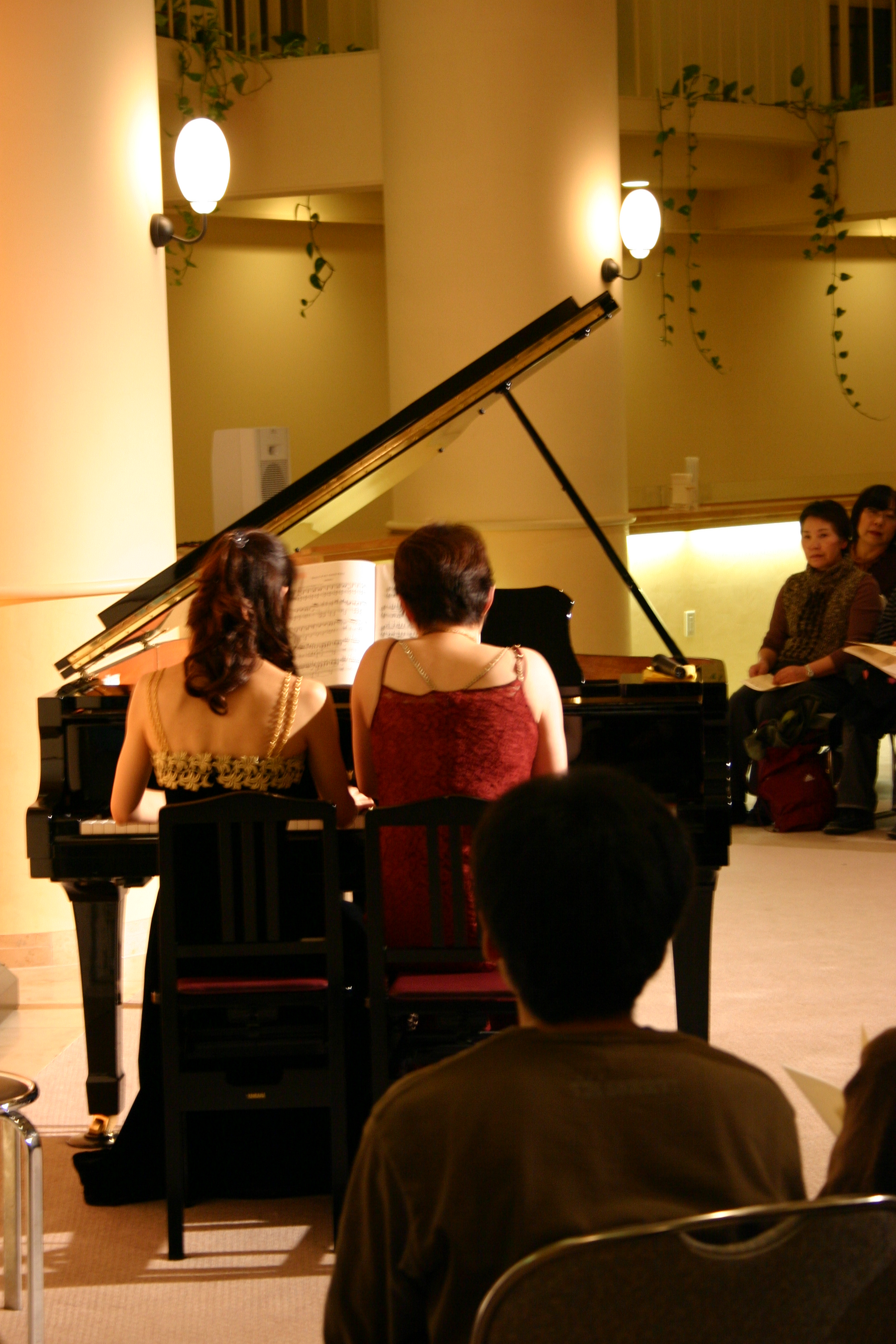
連弾

連弾（れんだん）とは、1台の鍵盤楽器を複数人で同時に演奏することである。
多くの場合は1台のピアノを2人で演奏することを指し、本稿でも主にこれについて触れる。この場合は2人がそれぞれ両手を用いて合計4つの手を用いるため、四手（よんしゅ）連弾などとも呼ばれる。

## 概要
ピアノは元来、1人が両手を用いて演奏することを想定して作られている。しかし、ピアノは、演奏部（鍵盤）の幅が通常120cm以上あり、そこには標準で88の鍵が備えられるため、十分に2人で同時に演奏にあたることが可能である。このため、独奏曲ほどは多くないが、数多くの連弾曲が作曲されてきた。3人以上の奏者で演奏される場合もあり、用いる手の数で六手（ラフマニノフの《ワルツ》、《ロマンス》など）、八手（ラヴィニャックの《ギャロップ行進曲》など）のように呼ばれる。
なお、2人が2台のピアノで演奏するように作曲されたものはピアノ二重奏、2台ピアノなどと呼ばれる。2台ピアノのための作品をそのまま連弾で演奏することは不可能であるが、連弾のための作品を2台ピアノで演奏することは技術的に可能である。両者の複合的なものとして「二台八手」、つまり2台のピアノを4人の奏者で演奏する作品（スメタナの《ソナタ断章》、《青春のロンド》など）も存在する。

## 演奏形態
高音側（鍵盤に向かって右側）に第1奏者（イタリア語でプリモ（Primo）と呼ばれる）、低音側（左側）に第2奏者（セコンド（Secondo））が座り、音域を分担して演奏する。ペダルの操作は第2奏者が行うのが通例である。楽譜は、見開き冊子の右側に第1奏者の、左側に第2奏者のパートがそれぞれ独立して印刷されているものが多い。
主に第1奏者が高音を、第2奏者が低音を担当する。中音域で第1奏者の左手と第2奏者の右手が大きく接近し、更にそれらが交差することも珍しくなく、これが視覚的なアクロバット要素を生むこともある。極端なものでは、二人羽織のように、一方の奏者が他方の奏者に覆いかぶさるような格好となり、低音域と高音域の両方を演奏する場合もある（アレクサンドル・ローゼンブラットの《2つのロシアの主題によるコンチェルティーノ》など）。
なお、3人以上による連弾の場合、高音側に第1奏者、低音側にいくに従い第2、第3…となる。ペダルの操作はもっとも低音側の奏者が担当する。

## レパートリー
純粋に連弾で演奏されるために作曲された作品のうち、主なものを下に挙げる。
- モーツァルト：ピアノ連弾ソナタ（6曲：未完含む）
- チェルニー：華麗なる大ソナタ
- シューベルト：軍隊行進曲（3曲）、ソナタ ハ長調『大二重奏曲』D.812、幻想曲 ヘ短調 D.940
- シューマン：東洋の絵
- ブラームス：ハンガリー舞曲集
- ドヴォルザーク：スラヴ舞曲集
- ビゼー：「子供の遊び」
- フォーレ：組曲「ドリー」
- ドビュッシー：小組曲、スコットランド行進曲、6つの古代碑銘
- ラヴェル：組曲「マ・メール・ロワ」

### ピアノ学習者のための作品
一方のパートが学習者のために易しく書かれており、もう一方をピアノ教師などの上級者が担当するようになっている作品が多い。
ディアベリはこの形式の作品を多く残しており、今日でも連弾初心者のためのレパートリーとして広く演奏されている。

### オーケストラなどからの編曲
オーケストラに匹敵する広い音域をもつピアノを、4つの手を用いて演奏することでより多くの音を同時に演奏できるようになることから、広い音域や多数の声部からなる合奏のための作品を連弾に編曲することは古くから頻繁に行われてきた。
録音という技術がなかった時代、オーケストラ曲を家庭などの演奏会以外の場で楽しむために、またオペラやバレエの稽古でオーケストラ伴奏の代わりが必要な場合などにも、連弾は重要な手段として用いられた。
また、リストが数多くのオーケストラ曲をピアノ独奏に編曲したように、単なる代用品にとどまらない芸術性や、高い演奏効果を備えた編曲も多く存在している。
なお、前述したようなオーケストラとの親和性の高さから、連弾や2台ピアノのために作曲したものをオーケストレーションするという方法で管弦楽曲を作曲することはしばしば行われる。

## 主な連弾アーティスト
- 中村姉妹
- 仲道姉妹（仲道郁代・仲道祐子）
- 花房姉妹（花房晴美・花房真美）
- レ・フレール
- Jumelles CHIHIRO & MICHIRU
- ラベック姉妹
- Duetwo（デュエットゥ）
- プリムローズ・マジック（石岡久乃・安宅薫）
- コンタルスキー兄弟
- デュオ・クロムランク
- ピアノデュオ・クトロヴァッツ
- ザイラー・ピアノ・デュオ
- ピアノデュオ・ラフェリ（竹添歩・金沢昭奈）
- 鍵盤男子（大井健・中村匡宏）
- NIRA（藤崎ふみ・藤崎しおり）
- Kitri（キトリ）
- ごぼう（青木沙耶花・山﨑友里）
- Rhythm Trick（リサ・ひかりん）